# Tiany Kiriloff
Tiany Kiriloff (Zaanstad, 13 augustus 1978) is een Vlaams-Nederlandse presentatrice en model.

## Levensloop
Kiriloff heeft een Chileense moeder en een Nederlandse vader met Russische wortels. Ze is geboren in Zaanstad. Tot haar dertiende woonde Kiriloff in Venezuela, daarna verhuisde zij naar Kalmthout.
Na haar middelbare school studeerde Kiriloff communicatiemanagement aan de Antwerpse Hogeschool. Door het Erasmus Student Network leerde zij Russisch spreken. Daarnaast beheerst Kiriloff ook het Frans, Spaans en Engels goed. Tijdens haar studententijd deed zij een aantal modellenopdrachten.
Kiriloffs carrière als presentatrice begon bij de oprichting van de muziekzender JIMtv. Door haar liefde voor mode mocht zij het programma Alive.Style (spreek uit Alive dot Style) presenteren. In dit programma bezocht Kiriloff winkels in binnen- en buitenland, toonde zij de nieuwste modetrends en sprak zij met ontwerpers. Daarnaast kwamen lifestyle-onderwerpen aan bod. Later presenteerde Kiriloff ook het zomerpraatprogramma JIM Late Night.
Sinds 2002 presenteert Kiriloff op de Vlaamse televisiezender 2BE het programma Open en Bloot, een variant van het Nederlandse Neuken doe je zo!. Rond dit programma, dat een voorlichtingsprogramma genoemd kan worden, verscheen ook het boek Open en bloot: Het geheim van goede seks, waaraan Kiriloff meeschreef.
Hoewel Kiriloff werkt voor de commerciële omroep, is zij dikwijls te gast bij de openbare omroep, zoals in praatprogramma's of in het vrouwenpanel van Het Swingpaleis.
In 2008 deed Kiriloff mee aan de derde editie van Sterren op de dansvloer. In de lente werd Alive.Style stopgezet, maar Kiriloff verhuisde naar het nieuwe programma Spotlight, dat zij samen VJ Niko presenteert. Hierin laat zij zien what's hot & what's not in de muziek- en modewereld. In het najaar van 2008 was zij samen met actrice Marijke Pinoy en bioloog Dirk Draulans jurylid in het VTM-programma Moeders & Dochters.
Kiriloff lanceerde in november 2008 haar eigen online modemagazine, Belmodo.tv.
Begin 2009 verloor Kiriloff haar vaste contract bij de VMMa. Zij werd daarop freelancer bij de zender.

## Persoonlijk
Kiriloff is getrouwd met Didier Engels, de ene helft van het deejay-duo Hermanos Inglesos. Samen hebben ze 3 dochters.